# Maria Christine Koch
Maria Christine Koch (* 17. Februar 1715 in Nauheim bei Hessen; † 13. August 1741 ebenda) war eine deutsche Dichterin des 18. Jahrhunderts. Sie verfasste einige Gedichte, welche nach ihrem Tod in einem Werk gesammelt wurden.

## Leben
Maria Christine Koch wurde 1715 in Nauheim bei Hessen geboren. Ihr Vater Johann Georg Koch war ein hessischer Kammerrat. Ihre Mutter hieß Johanna Catharina Francisca Koch (geb. Handwerck).
Maria Christine Koch war das erste Kind von zehn Geschwistern und fing deshalb schon früh an, ihren Eltern den Haushalt abzunehmen. In ihrer Jugend interessierte sie sich bereits sehr für die Wissenschaften, weshalb ihr Vater sie mit ihren Brüdern in Latein unterrichtete, was in dieser Zeit sehr unüblich war. Zum Erstaunen ihres Vaters war seine Tochter seinen Söhnen im Lernen weit voraus. Jedoch wurde sie von ihren Eltern wieder auf ihre Haushaltstätigkeiten gedrungen, weshalb sie ihre weitere Bildung fürs erste zur Seite schob. Auch wenn sie lieber lernen wollte, widersetzte sie sich dem Willen ihrer Eltern nicht und verrichtete die Hausarbeiten mit großem Eifer, auch wenn sie sich oft wünschte als Mann geboren zu sein; um „den Hunger ihrer nach Weisheit seufzenden Seele desto reichlicher sättigen zu können.“
Im Alter von 26 Jahren erkrankte sie an einem Fieber, woran sie dann am 13. August 1741 starb. Die Christin war dem Tod nicht abgeneigt und tröstete laut Quellen sogar selbst ihre Angehörigen, die an ihrem Sterbebett weinten.

## Werk
Ihre Gedichte und Briefe wurden nach ihrem Tod von ihren nahen Anverwandten und Freunden zusammengetragen und 1747 gedruckt. Die Sammlung trägt den Titel Hinterlassene poetische Gedanken, Glückwünschungen, Trauer-, Sinn-, Scherz- und satirische Gedichte nebst geistlichen Oden, poetischen Briefen. Das Werk enthält 113 Gedichte von Maria Christine Koch sowie eine Vorrede des Verfasser und eine kurze Charakterisierung ihrer Dichtung.
Maria Christine Koch fing mit 15 Jahren an zu dichten. Dies machte sie während ihrer Hausarbeit, indem sie sich ihre Gedichte im Kopf ausarbeitete und sie erst später aufschrieb. Ihre ersten Gedichte waren geistliche Oden, die sie kürzlichen Verstorbenen widmete. Aber viele dieser aufgeschriebenen Gedichte vernichtete sie selbst, weil sie selbst nicht mehr zufrieden mit ihnen war. Aus diesem Grund sind viele ihrer Gedichte aus ihrer Jugend nicht mehr vorhanden.
Ab dem Alter von 20 Jahren veröffentlichte Koch ihre Gedichte und sie wurde von der fürstlichen Residenz Darmstadt gebeten über kürzliche Verstorbene zu dichten, was ihre Werke noch bekannter machte. Im Jahr 1736 wurde eines ihrer Gedichte in der Frankfurter Zeitung gedruckt.
Dieser Erfolg motivierte Maria Christine Koch noch mehr, sich ihrer schriftstellerischen Tätigkeit zu widmen und sie verfasste viele weitere Gedichte. Sie war von der Überzeugung, dass Menschen zuerst ihre geistigen Kräfte verbessern sollten, bevor sie sich um die Vermehrung ihrer äußerlichen Güter kümmern können. Im Vorwort von Hinterlassene poetische Gedanken[...] wird geschrieben, dass Koch sich öffentlich für ihre Rechte zu schreiben einsetzte und Männer verschmähte, die meinten, dass Frauen nur zum Spinnen und Kochen zu gebrauchen seien. Sie fand diese Herabsetzung sei dazu da, Frauen zu Unmenschen zu machen.
Wie nur wenige Autorinnen ihrer Zeit (wie bspw. Marianne von Ziegler), verfasste Koch satirische Gedichte.
Manche ihrer Gedichte (wie Auf einen verstorbenen Freyer) wurden über die Unabhängigkeit geschrieben. Mit solchen Epigrammen scheint sie ihre Stellung als nie verheiratete Gelehrte zu reflektieren.

### Gedicht: Auf einen verstorbenen Freyer (Ausschnitt)
Man will mich viel mit Lieben plagen

Es steht mir aber gar nicht an :

Und ob der / so mir vorgeschlagen /

Gleich ein recht artiger Galan ;

Wird mich doch solches nicht erweichen /

Ihm meine rechte Hand zu reichen

Zwar such ich ihn nicht zu verachten /

Und halte die für recht beglückt /

Nach welcher er wird künftig trachten /

Das sie ihm an die Seite rückt ;

Ich aber will die Freiheit wählen /

Und mich noch nicht mit Lieben quälen.

## Veröffentlichungen
- Maria Christine Koch: Hinterlassene poetische Gedancken bestehende in Glückwünschungs- und Trauer- wie auch Sinn- Scherz- und Satyrischen Gedichte nebst verschiedenen Geistlichen Oden / poetische Briefen und einigen wenigen Jugend-Proben…. Lammers, Giessen 1747 (online)